# Палленберг, Анита
Анита Палленберг (нем. Anita Pallenberg; 6 апреля 1942, Рим, Италия — 13 июня 2017, Чичестер, Англия) — немецко-итальянская модель, актриса
 и дизайнер, модельер
. Гражданская жена гитариста Rolling Stones Кита Ричардса в 1967—1980 годах.
Дочь итальянского артиста и немецкой секретарши, Анита с ранних лет научилась говорить на четырёх языках. Перед тем как осесть в Лондоне, она жила в Германии и Нью-Йорке, где работала в «Живом театре» (роль в постановке Paradise Now, включавшая обнажение на сцене) и на «Фабрике» Энди Уорхола.

## Биография

### Рядом с The Rolling Stones
Палленберг стала известной благодаря своим романтическим отношениям с участниками группы Rolling Stones: Брайаном Джонсом, с которым она познакомилась в 1965 году, и Китом Ричардсом, к которому она ушла после разрыва с Джонсом в 1967 году. Также известно о её краткосрочных отношениях с Миком Джаггером во время съемок фильма Представление, в котором она сыграла одну из ролей и выступила соавтором сценария. В марте 2007 года, когда «Perfomance» был выпущен на DVD, Анита категорически отрицала любовную связь. У Палленберг и Ричардса было трое детей: в 1969 году родился сын Марлон, в 1972 году — дочь Анжела. Третий ребёнок, сын Тара, родившийся в 1976 году, имел сложности со здоровьем и умер вскоре после родов.
Палленберг оказала значительное влияние на творчество Rolling Stones в период со второй половины шестидесятых и на протяжении семидесятых годов и упоминалась во многих публикациях о группе как в то время, так и впоследствии Она сыграла исключительную роль в «мужском» мире рок-н-ролла поздних шестидесятых, непохожую на роль «девушки из тусовки», жены или участника коллектива. Музыканты шутят, что мнение Палленберг заставило Мика Джаггера вернуться на студию и свести заново альбом Beggars Banquet, хотя материал уже был готов к выпуску. В вышедшем в 2002 году релизе группы Forty Licks Палленберг обозначена как бэк-вокалистка в песне «Sympathy for the Devil»: её интерес к оккультизму оказывал влияние на имидж группы весь период, в течение которого она жила с Китом Ричардсом. Воспоминания Тони Санчеса, бывшего одно время у Ричардса телохранителем и поставщиком наркотиков, кратко описывают множество странных мистических увлечений Палленберг:

Она все больше думала о чёрной магии и начала носить с собой повсюду связку чеснока, чтобы отгонять вампиров. Она даже на ночь не расставалась с ней. Кроме того, у неё был необычный старинный сосуд для святой воды, который она использовала для некоторых ритуалов. Её обряды становились все более секретными, и однажды она предупредила меня, чтобы я ни в коем случае не прерывал её, когда она работает с заклинаниями.

Несмотря на то, что Анита Палленберг была матерью и предпочитала домашнюю жизнь, она разделяла многие удовольствия своего мужа и была впервые задержана по обвинению в хранении наркотиков в 1977 году в Торонто, что едва не развалило группу. Ордер на её арест послужил поводом для обыска номера в отеле, в котором остановились Палленберг и Ричардс. Обнаруженное у неё количество марихуаны было несравненно меньшим, чем у Ричардса, а против Кита было возбуждено дело. Угроза заключения ухудшила отношения между Палленберг и Ричардсом, и в 1981 году Ричардс сообщил в интервью журналу Rolling Stone о том, что размолвка состоялась под давлением адвокатов, убедивших его расторгнуть отношения в попытке избежать более серьёзных проблем в будущем. Также Ричардс заявил о том, что он продолжает любить Аниту, несмотря на то, что в то время у него завязывались отношения с будущей женой Патти Хансен. В 1985 году в интервью тому же журналу Мик Джаггер заявил о том, что Палленберг «чуть не убила его», когда его спросили, не чувствует ли группа ответственности за пристрастие к наркотикам некоторых людей, бывших вблизи группы, таких как Маршалл Чесс, Джон Филлипс и Палленберг. Несмотря на это, Ричардс продолжал поддерживать отношения с Палленберг, приглашая на семейные мероприятия и концерты, часто с детьми и внуками, и как утверждается, она завязала дружбу с новой супругой гитариста Патти Хансен. Певица Марианна Фэйтфулл, бывшая подружкой Джаггера в конце шестидесятых, оставалась лучшей подругой Палленберг: в 2001 году они вместе сыграли в англо-французском телесериале Ещё по одной, где Фэйтфулл сыграла роль Бога, а Палленберг — Дьявола.

### Оправдание в убийстве
В 1979 году в общем доме Палленберг и Ричардса в Саус Сэлэм, Нью-Йорк, в кровати Палленберг выстрелом в голову из пистолета, принадлежащего музыканту, покончил жизнь самоубийством семнадцатилетний Скотт Кантрелл. Юноша работал сторожем в поместье и оказался вовлечен в интимную связь с Палленберг. Сам Ричардс находился в это время в Париже, где записывал материал с Rolling Stones, однако его сын в момент убийства находился дома. Палленберг была арестована, но в 1980 году дело классифицировали как «самоубийство», несмотря на слухи о том что любовники играли в
«русскую рулетку». Полицейское следствие сделало вывод о том, что Палленберг не находилась в комнате в момент выстрела.

## Смерть
Палленберг умерла 13 июня 2017 года, в возрасте 75 лет, от осложнений гепатита C. У нее остались двое детей и пятеро внуков.

## Кино и мода
В течение нескольких лет Палленберг приняла участие в съемках множества фильмов. Особенно яркими были её роли Чёрной королевы в классическом научно-фантастическом фильме Роже Вадима «Барбарелла», роль спящей жены героя Мишеля Пиколли в киноленте «Диллинджер мёртв» режиссёра Марко Феррери и в авангардной ленте 1970 года «Представление». В 1968 году она приняла участие в документальном фильме о группе «Sympathy for the Devil» Жан-Люка Годара, а также «Cocksucker Blues» (англ.), невышедшего документального фильма Роберта Франка об американском туре Rolling Stones в 1972 году.
В недавнем прошлом образ Палленберг был обыгран в кино и на телевидении. Актриса Моне Мазур сыграла молодую Палленберг в фильме 2005 года «Stoned», биографической ленте о последнем годе жизни Брайана Джонса. В 2006 году на телеканале NBC в телевизионном шоу «Studio 60 on the Sunset Strip» героиня Гарриет Хейс, нанятая для этой роли самой Палленберг, снялась в эпизоде самоубийства семнадцатилетнего Кэнтрелла, основанном на версии «русской рулетки». Но это указывает лишь на то, что режиссёр позволил себе пофантазировать и что Палленберг абсолютно оправдана в смерти Кэнтрелла.
Палленберг занялась дизайном одежды в 1990-х, после четырёх лет в лондонской St. Martins School of Art and Design. Она жила между Нью-Йорком и Европой и время от времени принимала участие в вечеринках в качестве DJ.

## Фильмография
- 1967 — A Degree of Murder / Mord und Totschlag — Мария
- 1968 — Wonderwall — девица на вечеринке
- 1968 — Сладкоежка — сестра Баллок
- 1968 — Барбарелла — Черная Королева
- 1969 — Диллинджер мёртв — Жинетта
- 1970 — Представление — Фербер
- 1969 — Michael Kohlhaas — Der Rebell — Катрина
- 1972 — Umano non umano
- 1976 — Berceau de cristal
- 1998 — «Любовь - это дьявол» — Казино
- 2001 — Absolutely Fabulous IV (эпизод IV «Donkey») — Дьявол
- 2002 — Hideous Man
- 2007 — Мистер Одиночество — двойник Елизаветы II
- 2007 — Go Go Tales
- 2007 — Сказки стриптиз-клуба — Син
- 2009 — Napoli, Napoli, Napoli — матушка Люция
- 2009 — Дорогуша — Копина
- 2011 — Последний день на Земле — мать Ская